# 台湾剑蕨
台湾剑蕨（学名：Loxogramme formosana）为水龙骨科剑蕨属下的一个种。其种加词“formosana”意为“台湾的”。